# Muraltia stipulacea
Muraltia stipulacea är en jungfrulinsväxtart som först beskrevs av Carl von Linné, och fick sitt nu gällande namn av William John Burchell och Dc.. Muraltia stipulacea ingår i släktet Muraltia och familjen jungfrulinsväxter. Inga underarter finns listade i Catalogue of Life.